# Dự án khai thác bô xít ở Tây Nguyên
Dự án khai thác bauxite ở Tây Nguyên là một loạt các dự án khai thác mỏ bô xít ở khu vực Tây Nguyên, Việt Nam, giai đoạn 2008-hiện nay.
Giai đoạn 2009-2015, dự án này đã gây ra nhiều ý kiến tranh cãi khác nhau trong dư luận, báo chí, Quốc hội. Các ý kiến chủ yếu xoay quanh vấn đề an ninh, quốc phòng, hiệu quả kinh tế, hậu quả xã hội, tác động đối với môi trường sinh thái, công nghệ Trung Quốc lạc hậu, việc sử dụng lao động phổ thông Trung Quốc tại khu vực Tây Nguyên trái với Luật lao động Việt Nam.
Năm 2017, các nhà máy alumin đã bắt đầu có lãi.
Theo tài liệu của Liên Xô để lại, Tây Nguyên có trữ lượng bô xít khoảng 8 tỉ tấn. Từ đầu những năm 1980, Chính phủ Việt Nam đã đưa chương trình khảo sát khai thác bô-xít trên Tây Nguyên vào chương trình hợp tác đa bên với khối COMECON.

## Quyết định
Từ năm 2001, trong Đại hội IX, dự án này đã được Bộ Chính trị Đảng Cộng sản Việt Nam thông qua: "Chủ trương thăm dò, khai thác, chế biến bauxite là chủ trương nhất quán từ Đại hội IX và Đại hội X của Đảng đến nay".
Ngày 1 tháng 11 năm 2007, Thủ tướng Chính phủ đã ký quyết định 167 phê duyệt quy hoạch phân vùng, thăm dò, khai thác, chế biến, sử dụng quặng bô xít từ giai đoạn 2007-2015, có xét đến năm 2025.
Một số ý kiến của đại biểu Quốc hội cho rằng Chính phủ Việt Nam đã "lách luật" khi tách cụm dự án thành nhiều dự án nhỏ để Chính phủ phê duyệt vì theo quy định của Luật xây dựng, đối với những dự án có tổng mức đầu tư từ 10.000 tỷ đồng trở lên phải được Quốc hội chấp thuận.

## Dự án

### Tổng mức đầu tư và hạ tầng cơ sở
Năm 2009, Tập đoàn Công nghiệp Than - Khoáng sản Việt Nam (TKV) cũng đã thăm dò, đầu tư một số công trình khai thác bô-xít, luyện alumina tại Tây Nguyên bao gồm 2 dự án là dự án bauxite Nhân Cơ tại Đắk Nông và dự án bauxite Tân Rai tại Lâm Đồng. Tổng mức đầu tư của các dự án này đến năm 2029 là từ 190.000-250.000 tỷ đồng. Do cụm dự án có nhiều mỏ, cụm nhà máy và công trình phụ trợ cho nên phải xây dựng một tuyến đường sắt dài khoảng 270 km, vì vậy tổng mức đầu tư ước tính khoảng 3,1 tỷ USD. Dự án cũng đặt ra yêu cầu phải có một cảng biển để xuất khẩu sản phẩm.
Quy hoạch phân vùng thăm dò, khai thác, chế biến, sử dụng quặng bauxite giai đoạn 2007-2015 (có xét đến năm 2025) được Chính phủ phê duyệt nêu kế hoạch xây dựng cảng chuyên dụng tại khu vực biển Bình Thuận (Bắc Hòn Gió hoặc Hòn Kê Gà). Năm 2009, Chính phủ duyệt quy hoạch xác định cảng Kê Gà thuộc nhóm cảng biển Nam Trung Bộ. Cảng này được chia làm hai phần, trong đó khu Bắc Kê Gà là cảng chuyên dùng làm khu liên hợp alumin. Dự án cảng biển Kê Gà có tổng giá trị trên 20.000 tỷ đồng, do Tập đoàn Công nghiệp Than - Khoáng sản Việt Nam (Vinacomin) làm chủ đầu tư sẽ gồm các bến xuất, bến nhập hàng hóa và bến bốc dỡ xuất khẩu alumin. Cảng dài khoảng 2,3 km với tổng diện tích 366 ha với tổng mức đầu tư trên 20.000 tỷ đồng. Theo Vinacomin, "Cảng Kê Gà hình thành sẽ rút ngắn cung đường, giảm chi phí vận chuyển hàng hóa của các dự án bauxite nhôm nói riêng cũng như tạo tiền đề cho sự phát triển kinh tế cho cả vùng Tây Nguyên và Nam Trung Bộ". Vinacomin đề ra phương án trình Bộ Công Thương sẽ sử dụng hệ thống đường sắt từ Tây Nguyên đổ xuống Bình Thuận, là cảng biển Kê Gà để phục vụ vận chuyển, xuất khẩu alumin và chở nguyên liệu (than, xút rắn, dầu...), thậm chí còn có phương án lấy nước từ Bình Thuận lên để xử lý bùn đỏ. Tỉnh Bình Thuận đã dừng 12 dự án du lịch để lấy đất xây cảng.
Ngày 6/3/2014, Phó Thủ tướng Chính phủ Hoàng Trung Hải đã đồng ý dừng đầu tư xây dựng cảng Kê Gà sau hơn 5 năm triển khai và 1 năm tạm dừng đầu tư xây dựng và chỉ đạo Bộ Giao thông vận tải tiếp tục nghiên cứu, lập dự án đầu tư cảng tổng hợp cho các dự án bauxite, titan và hàng hóa tổng hợp khác cho giai đoạn sau năm 2020, phục vụ phát triển kinh tế xã hội khu vực Tây Nguyên và Nam Trung Bộ. Một lãnh đạo tập đoàn Công nghiệp Than Khoáng sản Việt Nam (Vinacomin) cho hay dự án cảng nước sâu Kê Gà được xây dựng với mục đích vận chuyển cho dự án bô xít Tây Nguyên có công suất lên đến 35 triệu tấn/năm nhưng quy mô sản xuất alumin hiện chưa đủ lớn (600.000 tấn/năm), nên tập đoàn có chủ trương dừng dự án và sẽ nghiên cứu lại. Theo ông này, tập đoàn đã đề xuất Chính phủ xin tạm dừng và Thủ tướng đã có chỉ đạo. Theo lãnh đạo Vinacomin, alumin từ dự án bô xít Tây Nguyên sẽ được vận chuyển trước mắt qua cảng Gò Dầu (Đồng Nai). Ngoài ra, Bình Thuận đang triển khai xây dựng cảng Vĩnh Tân để thay thế. Vinacomin khẳng định chi phí đã đầu tư dự án chưa lớn vì cảng Kê Gà chưa được khởi công. Ông này cũng cho hay "Dự án cảng Kê Gà mới chỉ dừng ở mức nghiên cứu tiền khả thi nên chi phí bỏ ra chưa nhiều".
Tháng 11 năm 2011, Thủ tướng Nguyễn Tấn Dũng ra yêu cầu sớm thu xếp vốn cho Dự án nâng cấp tuyến tỉnh lộ 725 đoạn từ nhà máy Alumin Tân Rai đến quốc lộ 20. Trong thời gian cảng Kê Gà chưa hoàn thành, sản phẩm của Tổ hợp bauxite – nhôm Lâm Đồng dự kiến sẽ được vận chuyển theo hai tuyến trong đó Tuyến 1 đi từ tỉnh lộ 725-Quốc lộ 20-Quốc lộ 27-Quốc lộ 1-cảng Cam Ranh (Khánh Hòa) và Tuyến 2 đi từ tỉnh lộ 725-Quốc lộ 20-Tỉnh lộ 769-Quốc lộ 51-cảng Gò Dầu (Đồng Nai)
Tổng vốn đầu tư đến tháng 4/2013 của dự án bauxite Tân Rai là 11.612 tỷ. Tổng mức đầu tư dự án Tân Rai tăng khoảng 31%, trong đó 73% tăng do nhiều nguyên nhân như: tỷ giá, tăng lãi vay đầu tư, giải phóng mặt bằng và một số điều chỉnh hạng mục công trình như hồ bùn đỏ, đập còn nguyên nhân chủ quan chiếm khoảng 20-30%. Hai dự án tăng tổng mức vốn đầu tư với tỷ lệ tương tự, nhưng nếu quy về USD không tính đến tỷ giá thì tỷ lệ tăng tổng mức đầu tư giảm đi. Tổng công suất 2 dự án là 650.000 tấn alumin/năm. Vinacomin cho biết đã thuê tư vấn tính toán và thẩm tra lại tổng mức đầu tư và hiệu quả kinh tế của 2 dự án. Kết quả tư vấn cho thấy dự án đều có hiệu quả kinh tế về tác động kinh tế - xã hội, nộp ngân sách Nhà nước, tài chính doanh nghiệp cũng như thời gian hoàn vốn giản đơn. Theo quyết định năm 2006 của Chủ tịch HĐTV TKV, tổng mức đầu tư cho dự án Tân Rai là 7.787,5 tỉ đồng (khoảng 493,5 triệu USD) với công suất 600.000 tấn/năm, thời gian thực hiện 2006-2009. Tuy nhiên, qua 4 lần điều chỉnh, đến tháng 10-2013, tổng mức đầu tư cho dự án này đã tăng vọt lên đến 15.414,4 tỉ đồng (tương đương 805 triệu USD), thời gian thực hiện dự án bị chậm 4 năm so với quyết định phê duyệt lần đầu.
Tổng vốn đầu tư đến tháng 4/2013 của dự án bauxite Nhân Cơ là 6.836 tỷ đồng. Vốn đầu tư cho Dự án Nhà máy sản xuất Alumin Nhân Cơ tăng rất mạnh so với dự kiến ban đầu. Theo quyết định đầu tư năm 2007, vốn đầu tư cho dự án này chỉ là 3.285 tỉ đồng. Tuy nhiên, đến năm 2014, tổng vốn đầu tư cho dự án đã tăng lên đến 16.821 tỉ đồng, gấp hơn 5 lần vốn đầu tư dự kiến ban đầu do thay đổi công suất của nhà máy từ 300.000 tấn/năm lên đến 650.000 tấn/năm. Dự án này đưa vào sản xuất chậm 6 năm so với quyết định ban đầu.

### Khai thác
Theo tính toán, thời gian hoàn vốn của Tổ hợp nhôm Lâm Đồng là 12 năm, còn Nhân Cơ là 13 năm. Hàng năm, 2 dự án nộp ngân sách bình quân khoảng 850 tỷ đồng, tạo việc làm cho khoảng 3.000 lao động, phát triển dịch vụ, công nghiệp phụ trợ, tạo tiền đề xây dựng và phát triển ngành công nghiệp nhôm tại Việt Nam. Trong khoảng 3-5 năm đầu, dự án lỗ vì một số nguyên nhân: do khấu hao tính đủ, lãi vay thời kỳ đầu, nền kinh tế đang suy giảm, xuất phát điểm giá bán thấp..., nhưng sau này khi giá tăng lên thì dự án sẽ có lãi. Ông Nguyễn Hữu Chỉnh, đại diện Vinacomin cho rằng có thể giảm lỗ trên sổ sách trong thời kỳ đầu bằng cách khấu hao ít hơn. Vinacomin đã ký hợp đồng nguyên tắc tiêu thụ sản phẩm alumin với Công ty Marubenin (Nhật Bản) và Công ty Nhôm Vân Nam (Trung Quốc). Vinacomin đang được Nhà nước cho hưởng mức thuế xuất khẩu sản phẩm alumin là 0%. Vinacomin khẳng định đã tính hiệu quả trên 30 năm rất chi tiết và rất nhiều thông số, từ dự án mỏ đến nhà máy alumin và tất cả các thông số dự báo. Họ xem xét và đi đến kết luận, khẳng định dự án có hiệu quả. Vinacomin chủ trương sử dụng lao động tại chỗ, nếu thiếu mới bổ sung nguồn lao động bên ngoài.
Hai nhà máy dùng phương pháp thủy luyện để sản xuất alumin là công nghệ tiên tiến và phổ biến trên thế giới đang áp dụng, xuất xứ từ châu Mỹ. Hiện nay có 26/27 nhà máy kể cả ở những nơi như Úc đang sử dụng phương pháp khai thác, sản xuất này. Theo Vinacomin, với công nghệ khai thác hiện nay, sẽ tốt cho môi trường cây trồng sau khi hoàn nguyên. Còn về hồ bùn đỏ, công nghệ thải sẽ làm bùn "khô tự nhiên" và sẽ không thể xảy ra nguy cơ vỡ đập. Các chuyên gia đánh giá thiết kế khu vực hồ là trên mức an toàn so với yêu cầu. Để có nước phục vụ sản xuất trong điều kiện Tây Nguyên thiếu nước vào mùa khô, ở các khu vực có nhà máy đều có những hồ chứa nước, đảm bảo cho sản xuất alumin, và sản xuất nông nghiệp.
Năm 2014, dự án Tân Rai sau 2 năm thí điểm đã xuất khẩu 490 ngàn tấn, thu về 160 triệu USD, đạt doanh thu 3.500 tỷ đồng, nộp ngân sách hơn 200 tỷ.
Tháng 8 năm 2014 Tập đoàn Công nghiệp than - khoáng sản Việt Nam thừa nhận dự án Tân Rai sẽ tiếp tục lỗ trong vòng 3 năm nữa và việc thu hồi vốn sẽ chỉ được thực hiện sau 11 năm hoạt động.
Tháng 3 năm 2016, Bộ Công thương cho biết Dự án bauxite Nhân Cơ sẽ tiếp tục lỗ 4-5 năm nữa, thời gian thu hồi vốn phải kéo dài 11-12 năm, nên đề nghị Chính phủ hỗ trợ 4900 tỷ trong 10 năm (từ 2016-2025). Tuy nhiên số tiền hỗ trợ được tính theo giá điện, nên có thể sẽ phải lên tới 1,2 tỷ USD.
Đến tháng 9 năm 2016, sau 3 năm hoạt động, Tổ hợp Bauxite-Nhôm Lâm Đồng đã thua lỗ 3.696 tỉ đồng. Trong đó, lỗ do hoạt động sản xuất, kinh doanh là 2.520 tỉ đồng, lỗ do chênh lệch tỉ giá khoảng 1.176 tỉ đồng. Mức lỗ này đã vượt xa so với mức lỗ dự kiến theo kế hoạch là 1.660 tỉ đồng.

### Sự cố
- Ngày 8 tháng 10 năm 2014 hồ thải quặng đuôi số 5 của dự án Tân Rai đã bị vỡ đê, 5 ngàn mét khối nước và bùn đỏ đã tràn ra ngoài.[20]
- Ngày 13 tháng 2 năm 2016 đường ống dẫn nước có chứa chất xút độc hại từ hồ bùn đỏ của Nhà máy alumin Tân Rai bị vỡ khiến nước chảy tràn ra ngoài.[21] Sau khi tiến hành kiểm tra, Sở Tài nguyên - môi trường tỉnh Lâm Đồng kết luận: nguyên nhân dẫn đến sự cố vỡ đường ống được xác định là do khớp nối bị "lão hóa" dẫn tới bục đường ống.[22] Đánh giá việc đường ống bị lão hóa chỉ sau 4 năm sử dụng, ông Nguyễn Văn Ban - nguyên Trưởng ban Nhôm - Titan, Tổng Công ty Khoáng sản Việt Nam, cho rằng đó là: "hệ quả công nghệ Trung Quốc".[23]

## Phản ứng

### Giới lãnh đạo
Đại tướng Võ Nguyên Giáp có thư gửi Bộ Chính trị Đảng Cộng sản Việt Nam với ý kiến không nên khai thác các mỏ bô xít ở khu vực Tây Nguyên với lý do "Vì...lợi ích toàn cục và sự phát triển bền vững lâu dài của đất nước, khai thác sẽ gây hậu quả cực kỳ nghiêm trọng về môi trường, về xã hội, về an ninh quốc phòng. Trong thư của cố đại tướng Võ Nguyên Giáp gửi Thủ tướng có viết:
Dự án này đã nhận nhiều ý kiến không ủng hộ của một số nhà khoa học. Một số đại biểu quốc hội đã kiến nghị dừng cấp phép khai thác bauxite ở Tây Nguyên.
Ngày 09/10/2010, nguyên phó chủ tịch nước Nguyễn Thị Bình cùng nhiều cựu lãnh đạo cấp cao và nhân sĩ khác đã đồng loạt ký vào đơn thỉnh nguyện gửi Bộ Chính trị, thủ tướng và chủ tịch quốc hội yêu cầu dừng ngay dự án Boxit Tây Nguyên. Hiện đã có 2000 các cựu lãnh đạo và trí thức ký vào đơn thỉnh nguyện này. Trong đơn có đoạn viết:

### Giới trí thức
Dự án này cũng đã vấp phải sự phản đối quyết liệt của một số nhà khoa học và dân cư bản địa vì nguy cơ hủy hoại môi trường và tác động tiêu cực đến văn hóa - xã hội Tây Nguyên và có thể tổn thương cả một nền văn hóa bản địa.
Hơn 150 trí thức Việt Nam, trong đó có giáo sư Nguyễn Huệ Chi đã ký vào bản kiến nghị kêu gọi Đảng Cộng sản và Chính phủ Việt Nam dừng dự án khai thác bauxite ở Tây Nguyên.
Ngày 18/03/2009, nhà báo Lê Phú Khải đã viết thư lên tổng bí thư Nông Đức Mạnh rằng:
Từ sau sự kiện vỡ hồ chứa bùn đỏ ở Hungary vào ngày 5 tháng 10 năm 2010, vấn đề bôxít ở Tây Nguyên lại tiếp tục trở thành điểm nóng của dư luận. Một số phương tiện truyền thông đã bắt đầu đăng những bài viết cảnh báo về nguy cơ tiềm ẩn trong các dự án bô xít ở Việt Nam.
Sau sự cố vỡ hồ chứa bùn đỏ ở Hungari ngày 05/10/2010, đáp lại phát biểu của lãnh đạo tập đoàn Than-Khoáng sản Việt Nam rằng "ta theo mô hình của Brazil và Úc chứ không theo mô hình của Hungary", hay "công nghệ xử lý bùn đỏ của Việt Nam và công nghệ của Hungary khác nhau hoàn toàn", tiến sĩ Nguyễn Thành Sơn cho rằng "nói như vậy là lừa bịp dư luận, chứng tỏ người nói chẳng hiểu gì. Thực chất là ta đang áp dụng công nghệ thải "ướt" tức là rất giống với công nghệ Hungary đã và đang áp dụng hàng chục năm nay. So với Hungary, nguy cơ bùn đỏ phá huỷ và gây thương vong ở Việt Nam còn cao hơn hàng trăm lần." 
Ngày 23/10/2014, 12 nhà khoa học gửi Thủ tướng kiến nghị về Chương trình Bô xít Tây Nguyên. Theo các nhà khoa học, nhà thầu Chalieco chưa có kinh nghiệm về công nghệ xử lý quặng bô-xít gibsit như của Tây Nguyên. Nhà thầu Chalieco đã áp dụng trình độ công nghệ thấp. Các chỉ tiêu kinh tế - kỹ thuật của nhà máy cho thấy mức tiêu hao năng lượng, nguyên vật liệu, hóa chất và nước cao hơn mức trung bình của thế giới. Trong khi đó, tổng thực thu alumin ghi trong thiết kế chỉ ở mức trung bình. Thiết bị ở nhà máy Tân Rai không đồng bộ, hệ thống đo lường tự động hoạt động không ổn định, nên hiện nhà máy phải vận hành bằng tay. Sau gần 2 năm sản xuất, nhà máy Tân Rai mới chỉ đạt 60-65% công suất thiết kế. Do đó, hiệu quả kinh tế và tài chính của các dự án sẽ rất thấp.
Về hiệu quả tài chính dự án, đến nay, tổng chi phí thực tế cho 2 dự án đang cao hơn nhiều so với dự toán ban đầu, trong khi sản lượng đầu ra không đạt thiết kế. Ngoài ra, đã phát sinh thêm nhiều hạng mục trong quá trình thực hiện (như đường vận chuyển bô-xít, đường tránh khu dân cư). Về các sản phẩm từ bùn đỏ, việc sử dụng bùn đỏ sản xuất sắt xốp và vật liệu xây dựng mới chỉ được thực hiện ở quy mô phòng thí nghiệm, trên thế giới chưa có sản xuất ở quy mô công nghiệp vì không có hiệu quả kinh tế. Vì vậy, vấn đề sản xuất sắt xốp và vật liệu xây dựng từ bùn đỏ quy mô công nghiệp ở Tây Nguyên cần được xem xét rất thận trọng.
Sau khi nhận được kiến nghị, Văn phòng Chính phủ đã có văn bản nêu chỉ đạo của Phó Thủ tướng Hoàng Trung Hải yêu cầu Bộ Công thương và TKV nghiên cứu, giải trình, báo cáo gấp. Ngày 1/4/2015, Phó Thủ tướng Hoàng Trung Hải nhắc lại văn bản chỉ đạo cũ và yêu cầu Bộ Công thương và Tập đoàn Công nghiệp Than Khoáng sản Việt Nam (TKV) báo cáo về kiến nghị của 12 nhà khoa học liên quan các vấn đề Chương trình Bô xít Tây Nguyên và báo cáo Thủ tướng trước ngày 15/4/2015.

### Khác
Có ý kiến cho rằng "Đối với vùng Tây nguyên, đất đai trong vùng dự án rất gần kề với khu dân cư, trồng trọt hoặc thậm chí là khu nông trang của bà con nên việc chờ đợi lâu cho rừng tái tạo như thế là hoàn toàn không hợp lý. Thủ tướng Nguyễn Tấn Dũng cho rằng nếu bổ sung phân bón thì sẽ phục hồi lại dinh dưỡng cho đất. Điều này không đúng về mặt khoa học. Các loại phân đạm hoặc phân vi sinh sẽ mất tác dụng khi tiếp xúc với kiềm mạnh, phân hủy tạo thành các hợp chất khí như ammoniac, nitro oxit thì còn gây ra những thảm họa môi trường không khí không tưởng tượng nổi."
Theo khảo sát của báo Dân trí, có tới 93% số người được hỏi mong muốn dừng dự án, trong khi chỉ có 6% đồng tình với Bộ Tài nguyên và Môi trường (Việt Nam).

## Quan điểm ủng hộ

### Chủ trương lớn của Đảng, Nhà nước
Nhân dịp đầu xuân 2009 trả lời thư ngỏ của Đại tướng Võ Nguyên Giáp Thủ tướng Nguyễn Tấn Dũng trình bày: "Thủ tướng cho rằng, khai thác quặng bô xít là chủ trương lớn của Đảng, Nhà nước ta đã được nêu trong Nghị quyết Đại hội X. Bộ Chính trị cũng đã 3 lần nghe chiến lược về phát triển bô xít. Chính phủ đã phê duyệt quy hoạch phát triển bô xít Tây Nguyên với tinh thần đảm bảo hiệu quả, bền vững."

### Hiệu ứng kinh tế đối với Tây Nguyên
Thứ trưởng Bộ Công Thương kiêm Chủ tịch Hội đồng thành viên TKV, ông Lê Dương Quang cho rằng "hiệu quả kinh tế trực tiếp không phải tiêu chí đánh giá duy nhất mà còn phải xét đến hiệu quả tổng thể kinh tế-xã hội, hiệu ứng lan toả của dự án (việc làm cho lao động trực tiếp và gián tiếp, các ngành nghề và dịch vụ mới đi theo, chuyển dịch cơ cấu kinh tế trên địa bàn, cơ hội tham gia của các ngành công nghiệp khác…)."
Từ tháng 11/2013 đến tháng 4/2014, Đoàn giám sát của Ủy ban Thường vụ Quốc hội đã thực hiện việc giám sát tổng thể "Hiệu quả tổng thể về kinh tế - xã hội gắn với đảm bảo an ninh- quốc phòng của 2 dự án bôxít Tân Rai và Nhân Cơ do TKV làm chủ đầu tư". Trên cơ sở kết quả giám sát, ngày 23/6/2014 Ủy ban Thường vụ Quốc hội Khóa XIII đã ban hành Nghị quyết số 775/NQ-UBTVQH13, đánh giá việc triển khai thí điểm 2 dự án là chủ trương đúng đắn của Đảng và Nhà nước nhằm khai thác tiềm năng, thế mạnh của các địa phương có tài nguyên khoáng sản, thúc đẩy phát triển toàn diện kinh tế - xã hội ở khu vực địa bàn chiến lược Tây Nguyên. Hiệu quả tổng hợp bước đầu của 2 dự án đã tác động lan tỏa và tích cực đến phát triển kết cấu hạ tầng, chuyển dịch cơ cấu kinh tế, lao động tại các địa phương. Dự án đã tạo được sự đồng thuận và nhận được sự ủng hộ, hỗ trợ tích cực của Đảng bộ, chính quyền và nhân dân 2 tỉnh Lâm Đồng và Đắk Nông.

### Dự án có hiệu quả tốt
Theo báo cáo của Chính phủ Việt Nam trước Quốc hội, tổng trữ lượng quặng bauxite đã xác định và tài nguyên dự báo khoảng 5,5 tỷ tấn. Báo cáo này cũng cho rằng đối tác Trung Quốc không có công nghệ nguồn, không chuyển giao công nghệ tiên tiến, cả hai dự án Tân Rai và Nhân Cơ đều lựa chọn công nghệ Bayer hòa tách bauxite ở nhiệt độ 145oC - áp suất 5 atm cho hiệu suất hòa tách đạt 85,5% và hiệu suất thu hồi nhôm toàn bộ đạt 83,6%.
Về hiệu quả kinh tế, báo cáo này cho rằng về lâu dài dự án này có hiệu quả kinh tế, không thua lỗ. Về tác động môi trường, báo cáo của Chính phủ cho rằng công nghệ khai thác đảm bảo không gây ô nhiễm môi trường. Về quan ngại lao động phổ thông của Trung Quốc tại Tây Nguyên, báo cáo cho rằng tổng thầu EPC trong giai đoạn xây dựng nhà máy sử dụng 600 lao động Trung Quốc, 350 lao động Việt Nam nhưng khi nhà máy vận hành chính sử dụng lao động Việt Nam.
Bộ Công thương cho rằng Dự án alumin Tân Rai đã báo cáo Ủy ban Thường vụ Quốc hội (tính đến ngày 26/4/2014) có hiệu quả: với thời gian lỗ kế hoạch dự kiến là 4 năm và thời gian thu hồi vốn 11,5 năm. Dự án Nhà máy alumin Nhân Cơ có điều kiện vận tải xuống cảng biển xa hơn, hạ tầng khó khăn hơn nên hiệu quả kinh tế thấp hơn so với Dự án alumin Tân Rai, với thời gian lỗ kế hoạch là 5 năm và thời gian thu hồi vốn 12 năm. Tuy nhiên, trong dự án Nhân Cơ, Vinacomin đã rút kinh nghiệm từ dự án nhà máy alumin Tân Rai, làm chủ hoàn toàn về công nghệ, cải tiến kỹ thuật và tổ chức sản xuất hợp lý để tiết giảm chi phí để tiến tới cổ phần hóa toàn bộ dự án. Giá bán alumina trên thế giới hiện đã bước vào chu kỳ tăng. Mức giá hiện nay trên đã vượt mức dự báo tăng giá alumin trong tính toán Hiệu quả Kinh tế, do vậy, hiệu quả kinh tế của Dự án tăng lên; thời gian lỗ kế hoạch dự kiến sẽ giảm, thời gian thu hồi vốn cũng giảm theo.
Cũng theo Bộ Công thương, trong Hồ sơ mời thầu ban đầu với công suất thiết kế là 600.000 tấn/năm, nhà thầu dự thầu 600.000 tấn/năm. Sau đó, theo đề nghị của TKV, nhà thầu có cam kết bổ sung. Nhà máy alumin công suất thiết kế là 650.000 tấn/năm, công suất vận hành ổn định là 630.000 tấn/năm, để dự phòng duy tu, bảo dưỡng, thay thế thiết bị, phụ tùng. Khi tính toán hiệu quả dự án chỉ tính công suất vận hành của nhà máy là 630.000 tấn/năm, chứ không tính công theo công suất thiết kế. Vì vậy, không thể có lỗ và thiệt hại phát sinh do giảm công suất thiết kế. Theo hợp đồng EPC và thực tế triển khai thực hiện, Nhà thầu EPC tính toán lập thiết kế nhà máy alumin với công suất 650.000 tấn alumin/năm, lớn hơn công suất mời thầu 600.000 tấn của TKV. Sản lượng năm 2015 dự kiến đạt 540.000 tấn, năm 2016 dự kiến đạt 650.000 tấn alumin (đạt công suất thiết kế). Định mức sử dụng quặng, tinh quặng bôxit phụ thuộc nhiều vào chất lượng quặng bôxit đầu vào. Đối với quặng bôxit Tây Nguyên hàm lượng trung bình, nhiều tạp chất nên tiêu hao quặng cao hơn so với quặng bôxit của một số quốc gia như Úc, Braxin...
Dự án điện phân nhôm Trần Hồng Quân mua điện ở cấp điện áp 220kV, không mua ở cấp điện áp sinh hoạt. Trạm biến áp 220kV do chủ đầu tư xây dựng, vì vậy, giá bán, giá thành điện bán cho dự án không có chi phí trạm biến áp. Việc mua điện ở cấp điện áp 220kV có giá thấp hơn ở các cấp điện áp thấp hơn do ở cấp điện áp thấp các đơn vị bán điện phải đầu tư thêm các thiết bị để hạ áp và lưới phân phối. Việc so sánh giá bán điện bình quân (chủ yếu ở cấp điện áp thấp) với việc mua giá điện ở cấp 220KV là khập khiễng và phiến diện. Đến năm 2018, công suất dự án sẽ đạt công suất thiết kế là 300.000 tấn/năm. Tại Công văn số 3025/BCT-CNNg ngày 15 tháng 4 năm 2014 báo cáo Thủ tướng Chính phủ về dự án, dự kiến chi phí Nhà nước hỗ trợ về giá điện cho Dự án trong 10 năm giai đoạn 2016-2025 là 229 triệu USD (khoảng 4.800 tỷ). Vì vậy việc cho rằng hằng năm nhà nước bù lỗ 3000 tỷ đồng/năm là thiếu cơ sở. Theo tính toán nộp ngân sách giai đoạn 2016-2045: 420 triệu USD; bình quân 14 triệu USD/năm. Nếu trừ đi chi phí Nhà nước hỗ trợ về giá điện cho Dự án giai đoạn 2016-2025 là 229 triệu thì dự án còn dư nộp ngân sách là: 190 triệu USD (420 triệu - 229 triệu USD). Tỉnh Đăk Nông là địa bàn có điều kiện kinh tế xã hội đặc biệt khó khăn vì vậy dự án thuộc diện đặc biệt ưu đãi đầu tư, được nhà nước hỗ trợ theo Luật đầu tư 2005 và Luật đầu tư số 67/2014/QH13 ngày 26 tháng 11 năm 2014. Việc nhà nước hỗ trợ chuẩn bị mặt bằng là phù hợp với các quy định hiện hành, kể cả hỗ trợ 1200 tỷ (khoảng 54 triệu USD), dự án trong 10 năm dự kiến sẽ nộp ngân sách là 136 triệu USD (190 triệu - 54 triệu). Dự án đáp ứng nhu cầu nhôm của Việt Nam, thay thế nhập khẩu, góp phần cải thiện cán cân thương mại và cân đối ngoại tệ. Giúp Nhà máy alumin Nhân Cơ tiêu thụ toàn bộ sản lượng alumin ổn định và lâu dài; giảm lưu lượng và chi phí vận chuyển và góp phần cải thiện hiệu quả của Nhà máy chế biến alumin Nhân Cơ của Vinacomin. Dự án cũng tạo điều kiện xây dựng, phát triển và nâng cao hiệu quả hệ thống kết cấu hạ tầng trên địa bàn và Tây Nguyên, trên cơ sở đó góp phần thúc đẩy phát triển kinh tế - xã hội của Tây Nguyên, đóng góp cho ngân sách nhà nước và giá trị sản phẩm hàng năm cho tỉnh Đăk Nông, góp phần thiết thực hình thành và phát triển ngành công nghiệp phụ trợ cho công nghiệp điện phân nhôm. Dự án tạo việc làm trực tiếp trong nhà máy điện phân nhôm khoảng 935 người (bình quân trong 15 năm) và khoảng 2000 người lao động gián tiếp, góp phần chuyển dịch cơ cấu lao động theo hướng giảm tỷ trọng của nông nghiệp và tăng tỷ trọng dịch vụ tại địa bàn tỉnh Đắk Nông, góp phần nâng cao trình độ dân trí, văn hóa, an ninh quốc phòng, trật tự xã hội trên địa bàn và Tây Nguyên. Báo cáo đánh giá tác động môi trường của dự án đã được Bộ Tài nguyên và Môi trường phê duyệt vào tháng 2/2015. Như vậy, các lo ngại về các tổn hại về môi trường đã được đánh giá, dự án đảm bảo các chỉ tiêu về môi trường theo tiêu chuẩn Việt Nam.
Từ tháng 11/2013 đến tháng 4/2014, Đoàn giám sát của Ủy ban Thường vụ Quốc hội đã thực hiện việc giám sát tổng thể "Hiệu quả tổng thể về kinh tế - xã hội gắn với đảm bảo an ninh- quốc phòng của 2 dự án bôxít Tân Rai và Nhân Cơ do TKV làm chủ đầu tư"; trên cơ sở kết quả giám sát, ngày 23 tháng 6 năm 2014 UBTV Quốc hội Khóa XIII đã ban hành Nghị quyết số 775/NQ-UBTVQH13, đánh giá việc triển khai thí điểm 2 dự án là chủ trương đúng đắn của Đảng và Nhà nước nhằm khai thác tiềm năng, thế mạnh của các địa phương có tài nguyên khoáng sản, thúc đẩy phát triển toàn diện kinh tế - xã hội ở khu vực địa bàn chiến lược Tây Nguyên. Bước đầu, hai dự án đã tác động lan tỏa và tích cực đến phát triển kết cấu hạ tầng, chuyển dịch cơ cấu kinh tế, lao động tại các địa phương. Dự án đã tạo được sự đồng thuận và nhận được sự ủng hộ, hỗ trợ tích cực của Đảng bộ, chính quyền và nhân dân 2 tỉnh Lâm Đồng và Đắk Nông. Theo tính toán, thì dự án Tân Rai lỗ kế hoạch 4 năm đầu, Nhân Cơ lỗ 5 năm đầu do phải trả nợ các khoản vay đến hạn…nên việc năm 2015 và một vài năm tiếp theo, các khoản lỗ mang tính chất lỗ kế hoạch theo dự kiến mang tính quy luật. Vì vậy, đánh giá "nếu sản xuất 660.000 tấn bôxít sẽ lỗ khoảng 37,4 triệu USD" là vội vã, thiếu cơ sở.
Theo chỉ đạo của Thủ tướng Chính phủ, Bộ Khoa học và Công nghệ đã thành lập Hội đồng Giám sát và đánh giá kết quả việc chuyển giao và ứng dụng công nghệ đối với hai dự án bôxit Tân Rai và Nhân Cơ. Hội đồng kết luận như sau:
- Công nghệ khai thác hợp lý. Công nghệ tuyển rửa đáp ứng được yêu cầu sản xuất. Công ty nhôm Lâm Đồng đã vận hành ổn định, làm chủ dây chuyền công nghệ, nghiên cứu và cải tiến một số khâu công nghệ để nâng cao công suất, hiệu quả nhà máy như khâu lắng bùn thải quặng đuôi sau tuyển, tuyển không sử dụng máy đập búa… Việc sai khác trong thực tế so với thiết kế là chấp nhận được, không ảnh hưởng đến kết quả sản xuất.
- Công nghệ sản xuất alumin là Công nghệ Bayer châu Mỹ được áp dụng phổ biến trên toàn thế giới cho các nhà máy alumin chế biến quặng bôxit gipxit. Công nghệ áp dụng cho nhà máy alumin Tân Rai được đánh giá là tiên tiến. Nhà máy tuyển quặng, do Việt Nam tự thiết kế, không phải của Trung Quốc, do tính đặc thù quặng bôxit Tây Nguyên thuộc loại khó tuyển nên ban đầu cũng gặp không ít trục trặc, công suất đạt thấp, tỷ lệ thu hồi quặng tinh không cao. Đến nay TKV đã tiếp nhận, làm chủ công nghệ nên các chỉ tiêu công nghệ đạt tốt. Rút kinh nghiệm Dự án Tân Rai, Nhà máy tuyển Dự án Nhân Cơ đã có những khâu cải tiến đáng kể, nâng cao tỷ lệ thu hồi quặng tinh, giảm tổn thất.

## Quan điểm phản bác
Từ đầu những năm 1980, Chính phủ Việt Nam đã đưa chương trình khảo sát khai thác bô-xít trên Tây Nguyên vào chương trình hợp tác đa biên với khối COMECON, tuy nhiên các chuyên gia Liên Xô, khối COMECON đã khuyến nghị Chính phủ không nên khai thác bô-xít trên Tây Nguyên do những nguy cơ gây tác hại sinh thái lâu dài rất nghiêm trọng, không thể khắc phục được đối với dân cư chẳng những tại chỗ mà còn cả dân cư và vùng đồng bằng Nam Trung Bộ.

### An ninh quốc phòng
Một trong các quan ngại lớn trong dư luận là sự tham gia của hàng ngàn người Trung Quốc tại địa bàn Tây Nguyên, nơi có vị trí chiến lược to lớn về an ninh, quốc phòng.

### Hiệu quả kinh tế
Một số ý kiến cho rằng việc khai thàc bauxite tại Tây Nguyên, không có lợi bằng, nếu dùng cùng đất đó để trồng cây công nghiệp (cây cao su, cây cà phê, trà,...). Theo lời TS. Tô Văn Trường, nguyên Viện trưởng Viện Quy hoạch Thủy lợi miền Nam, thì "dự án bô-xít Tây Nguyên vừa lỗ nặng, vừa gây ô nhiễm đến môi trường cả trước mắt và lâu dài". Cũng theo ông Trường thì "Nhà đầu tư TKV, đã được Bộ Tài nguyên & Môi trường "bao cấp" không tính phí tài nguyên môi trường, Bộ GTVT "hỗ trợ" tuyến đường vận chuyển (bằng tiền ngân sách), Bộ Công Thương dự trù "biếu không" nhà máy thủy điện Đồng Nai 5 để phục vụ cho dự án bô-xit...Tất cả các công trình nói trên là tiền ngân sách, thực chất là tiền thuế của dân, cần phải hết sức thận trọng, suy tính sử dụng cho có hiệu quả vì nợ công đã đến mức báo động đỏ." 
Theo ước tính của một số chuyên gia, giá bán alumin tại cổng nhà máy khoảng 340 đô la Mỹ/tấn, giá thành sản xuất 1 tấn alumin là 375 USD. Giá xuất khẩu alumin của Vinacomin ở cảng biển ước tính tối đa khoảng 345 USD/tấn. Tính chi phí tiêu thụ (vận chuyển, bốc dỡ, hao hụt) khoảng 25 USD/tấn và thuế xuất khẩu 20%, mỗi tấn alumin sẽ lỗ khoảng 124 USD, tổng số lỗ năm 2013 sẽ là 74,4 triệu USD. Nếu Vinacomin được miễn cả thuế xuất khẩu thì mỗi tấn alumin sẽ lỗ ít nhất 55 USD, mỗi năm tổng lỗ ít nhất 33 triệu USD.
Dựa trên những số liệu của Tập đoàn than khoáng sản Việt Nam (Vinacomin), theo ước tính của ông Nguyễn Thành Sơn, nguyên giám đốc Ban quản lý dự án than đồng bằng sông Hồng, Tập đoàn than khoáng sản Việt Nam đã trả cho nhà thầu Trung Quốc Chalieco xây nhà máy Tân Rai cao hơn giá trị thật 343 triệu USD. Theo số liệu của Vinacomin, năm 2015 cả Nhân Cơ và Tân Rai sẽ sản xuất 660.000 tấn alumin, tổng doanh thu trên 4.900 tỷ đồng. Ông Sơn cho rằng giá bán sẽ khoảng 346 USD/tấn, nếu chi phí không tăng so với năm 2013 cộng thêm chi phí vận tải, khấu hao thì sẽ ở mức 403 USD/tấn, lỗ khoảng 57 USD/tấn tương đương 37,4 triệu USD/năm. Cũng theo ước tính của ông Sơn, việc sản xuất alumin của Vinacomin năm 2013 lỗ 94 USD/tấn, năm 2014 lỗ 87 USD/tấn.
Theo ông Nguyễn Văn Ban, nguyên trưởng ban alumin Tổng công ty Khoáng sản Việt Nam, Trung Quốc bỏ thầu giá rất thấp nhưng khi ký hợp đồng, giá hợp đồng lại tăng lên. Theo ông, công nghệ Trung Quốc tiêu hao nước, than, kiềm đều hơn mức các công nghệ tiên tiến. Thực thu alumin của công nghệ Trung Quốc chỉ đạt 85% trong khi công nghệ tiên tiến là 87%. Với công suất 630.000 tấn/năm thì mức thiệt hại là 40 triệu USD/năm. Ông cho rằng Vinacomin chắc chắn lỗ vì mọi chi phí đều tăng.
Theo ông Tô Văn Trường, nguyên viện trưởng Viện Quy hoạch Nông nghiệp Việt Nam, người dân đang trồng cà phê phải nhường đất cho dự án alumin nên muốn tính hiệu quả các dự án này mang lại cho xã hội phải lấy lãi từ chế biến alumin trừ đi lãi trồng cà phê.

### Tác động đối với sức khỏe
Bụi bauxite phát tán trong quá trình khai thác và trong quá trình vận chuyển là bụi độc, loại hạt nhỏ, có thể phát tán đến hàng trăm km, ảnh hưởng nặng đến dân của toàn thành phố Bảo Lộc và huyện Đắc Nông và toàn bộ dân cư dọc các tuyến quốc lộ dùng chở bauxite từ Bảo Lộc đến Vũng Tàu. Tiền thuốc ước tính đến hàng trăm tỷ đồng / năm.

### Tác động đối với nguồn điện năng
Việc khai thác bauxite tiêu hao rất lớn điện năng, gây trầm trọng thêm sự thiếu điện hiện nay, ảnh hưởng đến sinh hoạt của người dân và các ngành kinh tế khác. Dự tính khi hoạt động, dự án này sẽ dùng "trọn gói" nhà máy thủy điện Đồng Nai 5
Theo ông Nguyễn Thành Sơn, dự án chế biến alumin thành nhôm công suất 450.000 tấn nhôm/năm của công ty Trần Hồng Quân sẽ được xây gần nhà máy alumin Nhân Cơ. Nhà đầu tư yêu cầu chính phủ Việt Nam cam kết bán điện với giá 5 cent/kWh trong vòng 10 năm. Trong khi đó giá điện hiện nay là 7,5 cent/kWh. Ông Sơn ước tính dự án này sẽ tiêu thụ điện 5,8 tỉ kWh/năm. Như vậy nhà nước phải bù lỗ cho dự án chế biến nhôm 145 triệu USD/năm. Để cung cấp lượng điện này Tập đoàn Điện lực Việt Nam sẽ phải đầu tư thêm một nhà máy điện công suất 1.933 MW với chi phí 3,8 tỉ USD nếu là thủy điện hoặc 830 triệu USD nếu là nhiệt điện.

### Tác động đối với môi trường sinh thái
Về mặt môi trường, với lượng nhôm sản xuất hàng năm từ năm 2015 mỗi năm cụm dự án này thải ra 10 triệu tấn bùn đỏ và hết đời của dự án này là thải ra 1,5 tỷ tấn, như những quả bom bùn treo trên cao, thượng nguồn đồng bằng Nam bộ và Nam Trung bộ.
Việt Nam có khí hậu nhiệt đới, thường xuyên có những trận mưa rất lớn, nước vẫn có thể tràn qua đập, cuốn theo nó những chất thải độc hại xuống những vùng đất, sông, suối ở hạ du, gây ô nhiễm môi trường trên diện rộng. Theo báo VnExpress, thì "Thà đền tiền đầu tư còn hơn làm mà ngay ngáy thảm họa." 
Trong cuộc phỏng vấn bộ trưởng Tài nguyên-Môi trường Phạm Khôi Nguyên, ông cho biết "Theo đánh giá hiện nay của Bộ TN & MT về hai hồ bùn đỏ, chúng tôi bảo đảm an toàn. Tuy nhiên, do chưa vận hành và để an toàn về mặt lý thuyết, chạy mô hình, qua sự việc của Hungary, chúng ta vẫn phải tiếp tục nghiên cứu về hệ số an toàn."